# Bellosguardo
Bellosguardo ist eine italienische Gemeinde mit 678 Einwohnern (Stand 31. Dezember 2023) in der Provinz Salerno in der Region Kampanien. Der Ort liegt im Nationalpark Cilento und Vallo di Diano und ist Teil der Comunità Montana Alburni.

## Geografie
Die Nachbargemeinden sind Aquara, Felitto, Laurino, Ottati, Roscigno und Sant’Angelo a Fasanella.